# Hynek Kubát
(Ignác) Hynek Kubát (19. srpna 1871 Pičín – 8. září 1948 nebo 8. listopadu 1948 Kladno), byl hudební pedagog, zakladatel a dirigent Kladenské filharmonie, žák Antonína Dvořáka a otec hobojisty a profesora Pražské konzervatoře Adolfa Kubáta.
Po absolvování učitelského ústavu v Příbrami působil jako učitel v Trhových Svinech a v Českém Krumlově, v Kladně zůstal po vojenské službě. Učil v Dřetovicích, Lidicích a později se stal ředitelem školy v Kladně. Státní zkoušky skládal z houslí, klavíru a varhan.

## Kladenská filharmonie
Kladenská hornická hudba byla známá v širokém okolí města a působily zde dechové kapely. Podnětem k založení Kladenské filharmonie bylo hostování České filharmonie pod taktovkou Čelanského v Kladenské sokolovně 1. října 1901. První zápis v kronice je z 8. srpna 1902; první zkouška se konala 8. prosince 1901 v sokolovně; první koncert se konal 9. března 1902; v červnu 1902 byly schváleny stanovy a zvolen výbor. Šedesátičlenný amatérský orchestr sestavil Hynek Kubát v roce 1902 (1901) z kladenských horníků a hutníků, ještě téhož roku získal svůj název Kladenská filharmonie. Orchestr spolupracoval s profesionálními hudebníky, jako např. Jaroslav Kocian (v Kladně má také ulici), Jan Kubelík, Richard Zika, Ema Destinnová, Marta Krásová či František Ondříček a již od počátků se orchestru dostávalo pozitivní kritiky. Součástí filharmonie byl i pěvecký odbor, který se v roce 1912 oddělil jako Pěvecký spolek Smetana. Po založení Kladenského divadla v roce 1912 působil v Kladně také divadelní orchestr, pojmenovaný 19. dubna 1921 jako Středočeská filharmonie, obě "konkurenční" hudební tělesa uspořádala také několik společných koncertů. Jako dirigent orchestru působil Hynek Kubát 46 let, poté jej vystřídal Karel Václav Vacek a po jeho odchodu v lednu 1954 byla činnost orchestru ukončena. Z některých členů Kladenské filharmonie a Středočeské filharmonie se později vytvořil neprofesionální Kladenský symfonický orchestr.
V srpnu 1950 se Kladenská filharmonie usnesla, že uctí památku zakladatele a dirigenta Hynka Kubáta, bronzová pamětní deska byla umístěna na domě čp. 1970 v Bendlově ulici, kde dlouhá léta žil (text: "Zde žil, tvořil a zemřel Hynek Kubát, dirigent a zakladatel Kladenské filharmonie. Věnují členové, 1950.").